# St. Maria Magdalena (Bad Bibra)

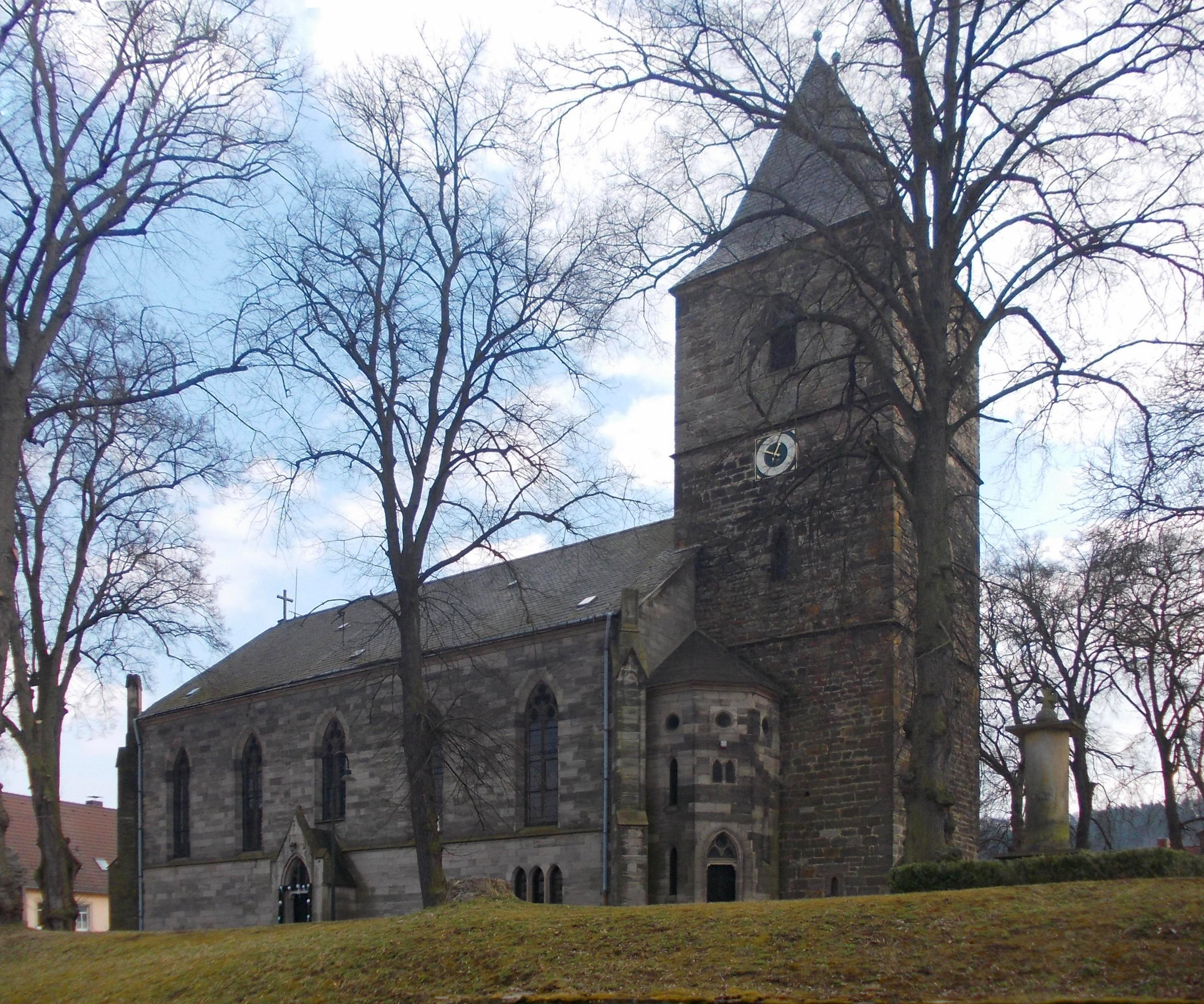
St. Maria Magdalena in Bad Bibra

Die evangelische Kirche St. Maria Magdalena befindet sich auf dem Domberg in Bad Bibra im Burgenlandkreis in Sachsen-Anhalt. Sie steht unter Denkmalschutz und ist mit der Erfassungsnummer 094 84468 im Denkmalverzeichnis des Landes registriert.

## Beschreibung

### Gebäude
Vom Vorgängergebäude, einer Augustiner-Chorherrenstiftskirche, ist der gotische Westturm erhalten geblieben. Dieser besitzt Kreuzgratgewölbe im Erdgeschoss sowie im ersten Obergeschoss. Mit einer Inschrift wird der Turm auf das Jahr 1402 datiert. In den Jahren 1868 bis 1871 wurde er in den heute vorhandenen neugotischen Kirchenbau integriert. Die Saalkirche besitzt einen gegenüber dem Schiff niedrigeren Polygonalchor, der von zwei schmalen Seitenchören flankiert wird.

### Innenraum
Im Innern befindet sich eine hufeisenförmige, umlaufende Empore. Diese ist in die Pfeiler der die Deckenkonstruktion tragenden Holzstützen eingehängt. Dadurch entsteht der Eindruck einer dreischiffigen Halle. Im Chor befinden sich Kreuzgratgewölbe.

### Ausstattung

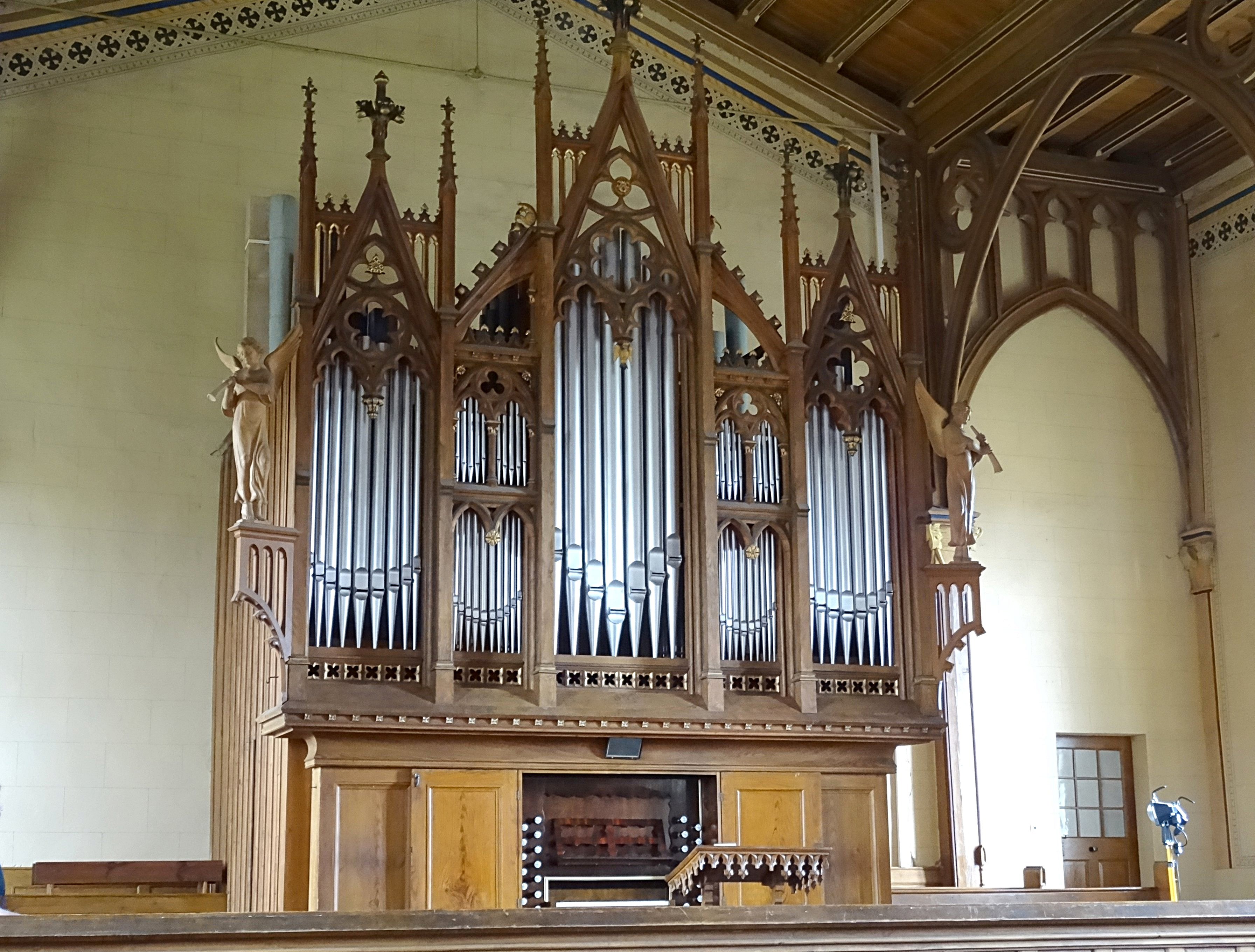
Heerwagen-Orgel

Der Altar, der Taufstein sowie die Steinkanzel und das Gestühl sind in neugotischen Formen ausgeführt und stammen aus dem Jahr 1880. Aus dem Vorgängerbau stammen zwölf spätgotische Holzstatuen aus der Zeit um 1500 von verschiedenen Altären. Zwei dieser Statuen sind eingelagert. Ebenso eingelagert sind zwei beidseitig bemalte, gleichzeitige Altarflügel mit Darstellungen der Geburt Christi, der Verkündigung Mariä sowie der Anbetung der Könige und der Heimsuchung.
Die Orgel wurde 1871 von Wilhelm Heerwagen errichtet und 1935 durch hölzerne Engelstatuen von Ernst Pfeifer aus München bereichert. 2010 wurde das Instrument, das über 24 Register auf zwei Manualen und Pedal verfügt, restauriert.

## Sonstiges
Aus dem Jahr 1522 stammt ein figürlicher Grabstein für einen Stiftsherrn Schuchart. Ein Gedenkstein für einen Stifter mit Kirchenmodell wird auf das 15. Jahrhundert datiert. Die Kirchenglocke aus Bronze wurde 1745 von Johann Georg Ulrich gegossen. Auf dem Friedhof der Kirche befindet sich ein runder Taufstein aus dem 16. Jahrhundert.

## Nachweise
1. ↑  Orgel Databank: Bad Bibra (Sachsen-Anhalt) - Evangelische Maria-Magdalenenkirche, hier auch die Disposition

Koordinaten: 51° 12′ 18,5″ N, 11° 34′ 48,5″ O